# Giovanni Omiccioli

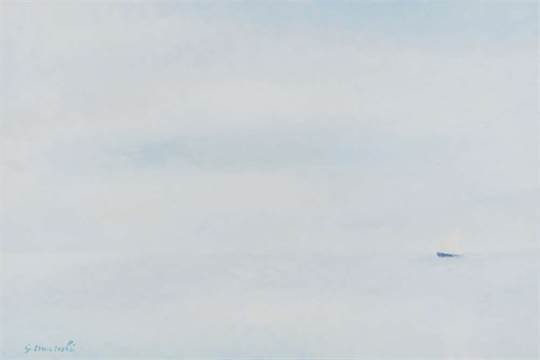
Giovanni Omiccioli
La barca, 1969
collezione privata

Giovanni Omiccioli (Roma, 25 febbraio 1901 – Roma, 1º marzo 1975) è stato un pittore italiano, uno dei rappresentanti della cosiddetta Scuola Romana, artista fra i più popolari ed amati, specialmente dalla "gente della strada" tradizionalmente appartenente al territorio romano a causa anche delle sue dinamiche rappresentazioni di "partite di calcio", è diventato il simbolico pittore di Via Margutta.

## Biografia
Dopo l'adesione alla Scuola Romana, nel 1928, si legò soprattutto a Mafai e ad Antonietta Raphaël, collaborando spesso anche con Scipione e Raffaele Frumenti. La sua attività pittorica iniziò nel 1934; pochi anni dopo, nel 1937, presenterà tre opere alla IV Mostra del Sindacato Fascista di Belle arti. Dello stesso anno è la sua prima personale alla Galleria Apollo di Roma.
Frequentò l'Osteria Fratelli Menghi, noto punto di ritrovo per pittori, registi, sceneggiatori, scrittori e poeti tra gli anni '40 e '70 e fu attivo anche sul piano politico e, con Mario Mafai, Guttuso ed Afro realizzò la prima testata de L'Unità nel 1945, subito dopo la Liberazione. Nello stesso anno partecipò alla I Mostra dell'Arte contro le barbarie, promossa dal quotidiano comunista alla Galleria di Roma e presentata in catalogo da Antonello Trombadori, con un'opera di forte impegno politico (La fucilazione di Bruno Buozzi).
Vincitore di un'edizione del Premio Marzotto con Il Pastore con la capretta, Omiccioli è stato presente nelle più importanti rassegne: di particolare rilievo l'invito con un'antologica all'Ermitage di Leningrado, la personale alla Galleria d'Arte La Medusa di Napoli; durante gli anni cinquanta partecipa a collettive a Pittsburg, Boston, Tokyo, espone alla mostra itinerante nei paesi scandinavi organizzata dall'Art Club, alle Quadriennali romane del 1955, 1959 e poi del 1966, alle Biennali veneziane del 1952, 1954, 1956. Presenta nel 1959 un dipinto su faesite, Cristo crocifisso, alla VIII Biennale d'Arte Sacra a Bologna. Durante gli anni sessanta espone a tre edizioni della Rassegna di Arti figurative di Roma e del Lazio (1961, 1963, 1965) e alla VI Biennale di Roma del 1968.
Nel 1960 fu invitato alla “11ª edizione del premio Avezzano-rassegna nazionale delle Arti Figurative” ad Avezzano (AQ), insieme a R. Brindisi, S. Cavallo, G. Ceracchini, V. Ciardo, E. Fantuzzi, C. Levi, M. Rosa, G. Strachota, F. Trombadori, A. Vangelli ed altri.
Nel 1963-64 espone alla mostra Peintures italiennes d'aujourd'hui, organizzata in Medio oriente e in Nordafrica.

## Premi
- Premio Marzotto

## Mostre
- Acqueforti di Omiccioli, Galleria Astrolabio, Roma 1969
- Omiccioli, Palazzo Barberini, Roma, 1978
- Omiccioli, Castel Sant'Angelo Roma, 1986.